# Nana & Kaoru
Nana & Kaoru (ナナ と カオル?, Nana to Kaoru) è un manga creato da Ryūta Amazume e pubblicato da Hakusensha su Young Animal Arashi e successivamente su Young Animal. È stato successivamente adattato in due film live-action nel 2011 e nel 2012 e in un OAV nel 2011.
In Italia il manga è stato pubblicato da Panini Comics sotto l'etichetta Planet Manga dal 5 luglio 2018 al 19 dicembre 2019.

## Trama

### Nana & Kaoru
Kaoru e Nana sono due adolescenti, amici fin dall'infanzia, vicini di casa e compagni di scuola. Kaoru è un collezionista di oggetti sadomaso e nelle sue fantasie immagina un giorno di poterli usare con Nana.
Ma fin dalle scuole medie il rapporto d'amicizia tra i due è andato ad assottigliarsi perché con gli anni Kaoru ha sentito acuirsi il distacco tra lui e Nana: arrivati gli anni del liceo, lui è un ragazzo normalissimo e mediocre a scuola, mentre lei è di una bellezza splendente, fa parte del consiglio studentesco ed è una studentessa modello.
Una sera, però, il loro rapporto prende una svolta inaspettata e Nana scopre che il mondo S&M tanto amato da Kaoru piace anche a lei, riavvicinando i due dopo tanti anni.

### Black Label
Tra giugno 2011 e aprile 2014, Ryūta Amazume ha pubblicato Nana & Kaoru Black Label, 5 volumi ambientati qualche mese dopo la fine del manga. La miniserie segue l’evoluzione finale del rapporto tra i due protagonisti, incapaci di svelare i propri sentimenti all’altro nonostante le tante vicissitudini passate insieme.
Black Label inizia con Nana che si prepara per i test di ammissione alla Todai. Ne parla con Mitsuko Tachibana, la proprietaria di un sexy shop sadomaso frequentato da Kaoru. La donna si è laureata proprio lì in storia e si offre di darle una mano con lo studio. Per stare più tranquille, Nana potrebbe andare qualche giorno fuori città con lei.
Nel mentre, Kaoru incontra il suo scrittore erotico preferito, Shuutarou Sarashina. L’uomo è commosso dalla passione del giovane per il suo lavoro. Dato che sta raccogliendo materiale per il suo prossimo libro e ha bisogno di aiuto, propone a Kaoru di partire con lui per qualche giorno.
Nana e Kaoru partono ignari di dove stia andando l’altro, finché non si incrociano sul treno. Scoprono così di star andando nello stesso posto, dato che Shuutarou Sarashina è il misterioso master di Mitsuko Tachibana. I due capiscono quindi di trovarsi di fronte a un’occasione unica di approfondire il loro rapporto, esplorando quello che provano davvero l’uno per l’altra.

### Koukousei no SM gokko (Last Year)
Questa serie racconta gli eventi successivi alla prima serie di Nana & Kaoru, che si svolgono durante il terzo anno di liceo.
I primi sette capitoli vengono prima di Black Label mentre gli altri descrivono cosa accade dopo.

## Personaggi
Nana Chigusa (チグサ ナナ?, Chigusa Nana)
Doppiata da: Kaoru Mizuhara
Nana, studente della sezione A, fa parte della squadra di atletica e del Consiglio VP, è una ragazza molto bella e popolare. A causa del suo estremo impegno nelle faccende scolastiche, è spesso stressata; un'insegnante le suggerisce di trovare un modo per rilassarsi.
Kaoru Sugimura (スギムラ カオル?, Sugimura Kaoru)
Doppiato da: Junji Majima
Kaoru ha 17 anni, non prende sul serio la sua educazione ed è molto attratto dal mondo del BDSM. Ha sempre sognato un rapporto S&M con la sua amica d'infanzia Nana.
Tachi Ryouko (リヨウコ タチ?, Ryouko Tachi)
Tachi è una ragazza sportiva e caparbia, che si allena spesso per le gare di atletica a cui partecipa e che prende molto sul serio. Incontra Kaoru per la prima volta, durante uno dei suoi allenamenti. Kaoru in un primo momento pensava che fosse un maschio.

## Media

### Manga
Il manga, scritto e disegnato da Ryūta Amazume, è stato serializzato dal 4 gennaio 2008 al 2 ottobre 2009 su Young Animal Arashi per poi continuare dal 23 ottobre stesso anno su Young Animal dove si concluse la storia il 12 agosto 2016; entrambe le testate erano edite da Hakusensha. I vari capitoli sono stati raccolti in diciotto volumi tankōbon pubblicati dal 28 novembre 2008 al 28 ottobre 2016.
In Italia la serie è stata pubblicata da Panini Comics sotto l'etichetta Planet Manga dal 5 luglio 2018 al 19 dicembre 2019.
Una seconda serie intitolata Nana & Kaoru Black Label, ambientata qualche mese dopo la conclusione della precedente, è stata creata dallo stesso autore e serializzata dal 2 luglio 2010 al 4 aprile 2014 su Young Animal Arashi. I capitoli sono stati poi raccolti in cinque volumi tankōbon dal 29 giugno 2011 al 29 luglio 2014.
In Italia è stato pubblicata da Panini Comics sotto l'etichetta Planet Manga dal 19 novembre 2020 al 22 aprile 2021.
Una serie yonkoma spin-off intitolata Nana to Kaoru: Pink Pure ideata da Tamami Momose, è stata serializzata dal 7 ottobre 2011 al 1º novembre 2013. I capitoli sono stati poi raccolti in un singolo volume tankōbon uscito il 29 gennaio 2014.
Una terza serie, dal titolo Nana to Kaoru: Last Year e creata da Ryuta Amazume, è stata serializzata dal 29 novembre 2018 al 29 ottobre 2021 sulla rivista Young Animal Arashi edita da Hakusensha. I capitoli sono stati raccolti in cinque tankōbon dal 29 luglio 2019 al 24 dicembre 2021. La storia di Last Year è ambientata per i primi sette capitoli al terzo anno delle superiori, dopo la conclusione della prima serie ma prima di Black Label mentre dall'ottavo dopo gli eventi di quest'ultimo.

#### Volumi
| Nana & Kaoru (18 volumi)            |                   |                                                                             |                   |                        |
| 1                                   | 28 novembre 2008  | ISBN 978-4-59-214561-5                                                      | 5 luglio 2018     | ISBN 978-88-912-6952-2 |
| 2                                   | 29 maggio 2009    | ISBN 978-4-59-214562-2                                                      | 9 agosto 2018     | ISBN 978-88-912-6984-3 |
| 3                                   | 29 gennaio 2010   | ISBN 978-4-59-214563-9                                                      | 6 settembre 2018  | ISBN 978-88-912-8512-6 |
| 4                                   | 28 maggio 2010    | ISBN 978-4-59-214564-6                                                      | 11 ottobre 2018   | ISBN 978-88-912-8547-8 |
| 5                                   | 29 ottobre 2010   | ISBN 978-4-59-214565-3                                                      | 8 novembre 2018   | ISBN 978-88-912-8603-1 |
| 6                                   | 29 marzo 2011     | ISBN 978-4-59-214566-0                                                      | 6 dicembre 2018   | ISBN 978-88-912-8639-0 |
| 7                                   | 28 ottobre 2011   | ISBN 978-4-59-214567-7 (ed. regolare) ISBN 978-4-59-214667-4 (ed. limitata) | 24 gennaio 2019   | ISBN 978-88-912-8663-5 |
| 8                                   | 27 aprile 2012    | ISBN 978-4-59-214568-4                                                      | 21 febbraio 2019  | ISBN 978-88-912-8701-4 |
| 9                                   | 28 settembre 2012 | ISBN 978-4-59-214569-1                                                      | 21 marzo 2019     | ISBN 978-88-912-8736-6 |
| 10                                  | 26 aprile 2013    | ISBN 978-4-59-214570-7 (ed. regolare) ISBN 978-4-59-214669-8 (ed. limitata) | 18 aprile 2019    | ISBN 978-88-912-8775-5 |
| 11                                  | 29 luglio 2013    | ISBN 978-4-59-214676-6                                                      | 23 maggio 2019    | ISBN 978-88-912-8810-3 |
| 12                                  | 29 gennaio 2014   | ISBN 978-4-59-214677-3                                                      | 20 giugno 2019    | ISBN 978-88-912-8852-3 |
| 13                                  | 29 agosto 2014    | ISBN 978-4-59-214678-0                                                      | 18 luglio 2019    | ISBN 978-88-912-8912-4 |
| 14                                  | 26 dicembre 2014  | ISBN 978-4-59-214679-7                                                      | 22 agosto 2019    | ISBN 978-88-912-8946-9 |
| 15                                  | 28 aprile 2015    | ISBN 978-4-59-214680-3                                                      | 19 settembre 2019 | ISBN 978-88-912-9001-4 |
| 16                                  | 25 dicembre 2015  | ISBN 978-4-59-214684-1                                                      | 24 ottobre 2019   | ISBN 978-88-912-9059-5 |
| 17                                  | 28 aprile 2016    | ISBN 978-4-59-214685-8                                                      | 21 novembre 2019  | ISBN 978-88-912-9123-3 |
| 18                                  | 28 ottobre 2016   | ISBN 978-4-59-214689-6                                                      | 19 dicembre 2019  | ISBN 978-88-912-9191-2 |
| Nana & Kaoru Black Label (5 volumi) |                   |                                                                             |                   |                        |
| 1                                   | 29 giugno 2011    | ISBN 978-4-59-214691-9 (ed. regolare) ISBN 978-4-59-281011-7 (ed. limitata) | 19 novembre 2020  | ISBN 978-88-912-9671-9 |
| 2                                   | 29 maggio 2012    | ISBN 978-4-59-214692-6 (ed. regolare) ISBN 978-4-59-281012-4 (ed. limitata) | 21 gennaio 2021   | ISBN 978-88-912-9774-7 |
| 3                                   | 28 febbraio 2013  | ISBN 978-4-59-214693-3 (ed. regolare) ISBN 978-4-59-281013-1 (ed. limitata) | 18 febbraio 2021  | ISBN 978-88-912-9823-2 |
| 4                                   | 27 dicembre 2013  | ISBN 978-4-59-214694-0 (ed. regolare) ISBN 978-4-59-281014-8 (ed. limitata) | 18 marzo 2021     | ISBN 978-88-912-9870-6 |
| 5                                   | 29 luglio 2014    | ISBN 978-4-59-214695-7 (ed. regolare) ISBN 978-4-59-281015-5 (ed. limitata) | 22 aprile 2021    | ISBN 978-88-912-9902-4 |
| Nana to Kaoru: Pink Pure (1 volume) |                   |                                                                             |                   |                        |
| 1                                   | 29 gennaio 2014   | ISBN 978-4-59-214234-8                                                      | —                 | —                      |
| Nana & Kaoru: Last Year (5 volumi)  |                   |                                                                             |                   |                        |
| 1                                   | 29 luglio 2019    | ISBN 978-4-59-216351-0                                                      | —                 | —                      |
| 2                                   | 29 novembre 2019  | ISBN 978-4-59-216352-7                                                      | —                 | —                      |
| 3                                   | 29 luglio 2020    | ISBN 978-4-59-216353-4                                                      | —                 | —                      |
| 4                                   | 29 marzo 2021     | ISBN 978-4-59-216354-1                                                      | —                 | —                      |
| 5                                   | 24 dicembre 2021  | ISBN 978-4-59-216355-8                                                      | —                 | —                      |

### Anime
Un OAV di 24 minuti, prodotto da AIC PLUS+ e diretto da Hideki Okamoto, è stato pubblicato il 29 marzo 2011.

### Film
Due film romantico-erotici basati sul manga, e diretti da Atsushi Shimizu sono usciti nel 2011 e nel 2012.

## Accoglienza

### Vendite e popolarità
Il terzo volume ha raggiunto il 30º posto nella classifica settimanale dei manga Oricon e al 31 gennaio 2010 ha venduto 25 008 copie; il volume 5 ha raggiunto il 22º posto e al 31 ottobre 2010 ha venduto 34 146 copie; il volume 6 è arrivato al 15º posto e al 3 aprile 2011 ha venduto 34 792 copie.
Anche la serie Black Label ha raggiunto diverse volte le classifiche settimanali di Oricon, con il primo volume arrivato al 23º posto e al 3 luglio 2011 ha raggiunto le 33 619 copie vendute; il secondo volume è giunto al 28º posto e al 3 giugno 2012 è arrivato a 21 655 copie; il nono volume si è piazzato al 24º posto e al 7 ottobre 2012 ha venduto 55 005 copie. Sempre della seconda serie, il terzo volume è arrivato al 46º posto e al 2 marzo 2013 ha venduto 18 741 copie; il volume 11 ha raggiunto il 22º posto e al 4 agosto 2013 ha raggiunto le 40 873 copie.

### Critica
Due membri dello staff di Manga Sanctuary hanno assegnato alla serie un voto combinato di 5,5 su 10. Jean-Karlo Lemus di Anime News Network ha elogiato il primo volume della serie affermando che "Anche se la storia potrebbe aver avuto un inizio accidentato, Nana e Kaoru creano una piacevole continuazione. Non c'è niente da fare se non leccarci le labbra mentre aspettiamo il secondo volume. Denpa sa come far aspettare un fan. Grafica adorabile, dettagli fantastici, Nana e Kaoru sono una coppia di protagonisti perfetta, si amano davvero, tonnellate di vera ricerca sulla filosofia BDSM.